# Las afinidades electivas
Las afinidades electivas, cuyo título original es Die Wahlverwandtschaften, es una novela del escritor alemán Johann Wolfgang von Goethe publicada en 1809. 

## Argumento
En esta novela, Goethe pone en tela de juicio los fundamentos del matrimonio. Cuatro personas que pasan una temporada aisladas en una mansión rural se sienten atraídas de manera tal que amenazan las relaciones establecidas y esperadas. La fuerza de esta atracción es imperativa y misteriosa, igual que los poderes naturales - de donde Goethe toma prestado el título - que empujan a ciertos minerales a unirse y a otros a separarse.
Las reflexiones en torno a la moral, el dominio de sí y la alienación enfermiza causada por la dificultad de enfrentar las propias pasiones hacen de Las afinidades electivas una obra de gran actualidad.

## Adaptación
En 1996 se estrenó la película Las afinidades electivas de los hermanos Taviani, protagonizada por la actriz francesa Isabelle Huppert.

## Fuente
- Manuel José González y Marisa Barreno, "Introducción" a su edición de Las afinidades electivas, Cátedra, Madrid, 2008 (4ªed.).

## Ediciones en español
- Johann Wolfgang von Goethe Las afinidades electivas (traducción de Helena Cortés, Madrid: La Oficina de Arte y Ediciones, 2010
- Goethe, Johann W.: Las afinidades electivas (traducción de Ramón Tenreiro Rodríguez, nota introductoria de Juan Villoro). Buenos Aires, Clásicos Galerna, 2012.